# Acharnes

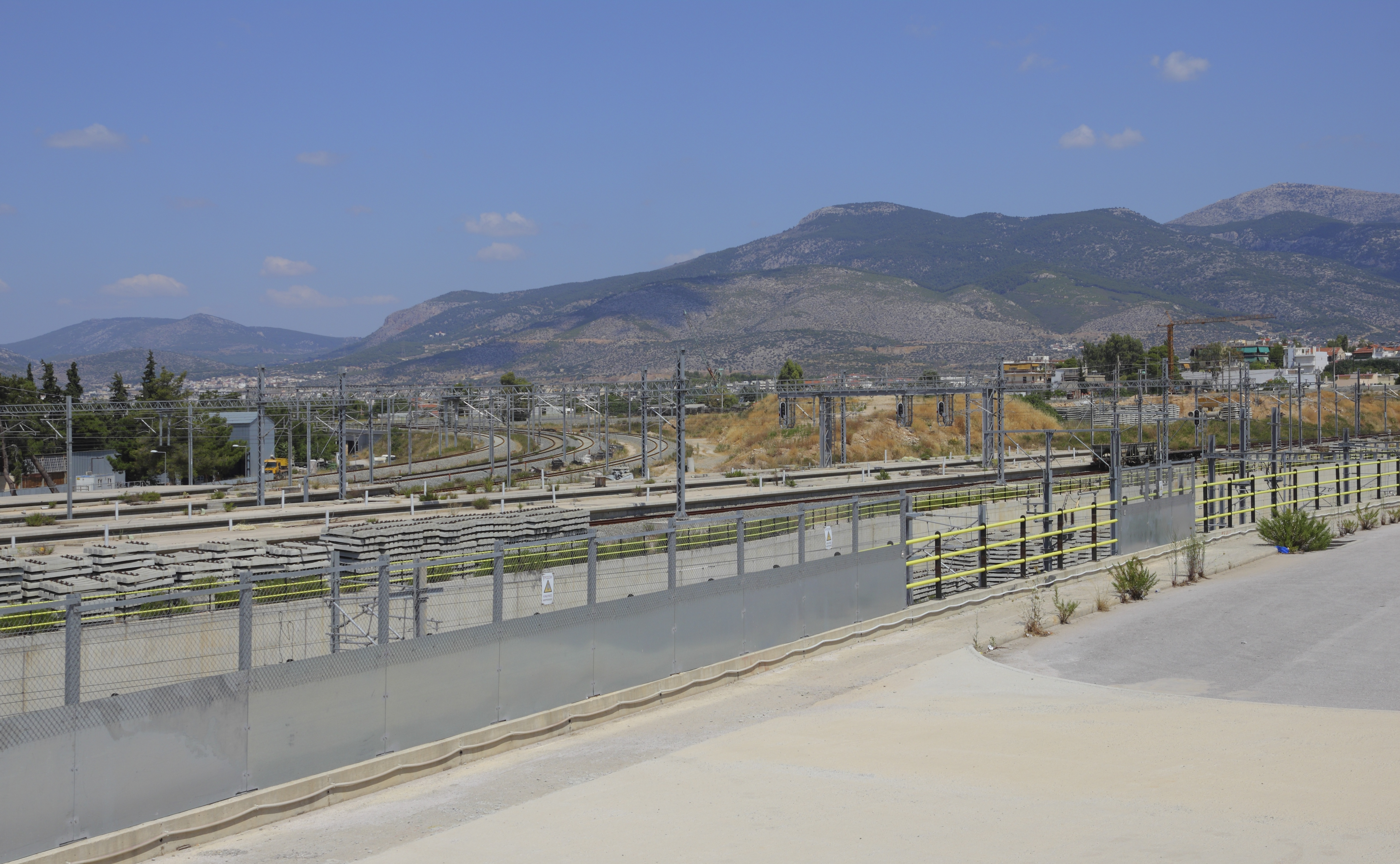
Acharnes

Acharnes (grekiska: Αχαρνές, klassisk grekiska: Αχαρναί) är ett samhälle i kommunen Dimos Acharnes i den grekiska regionen Attika. Samhället är en förort till Aten. År 1991 hade Acharnes totalt 3 450 invånare.